# Leonid Lioubachevski
Leonid Solomonovitch Lioubachevski (en russe : Леонид Соломонович Любаше́вский), né le 26 décembre 1892 à Vychni Volotchek et mort le 1er mars 1975 à Léningrad, est un acteur et scénariste soviétique, lauréat du prix Staline en 1941. Il est connu pour avoir incarné à l'écran Iakov Sverdlov dans de nombreux films consacrés à la révolution et aux bolcheviks.

## Biographie
Né à Vychni Volotchek dans l'actuelle oblast de Tver, Lioubachevski prend les cours d'art dramatique dans le studio de Zagarov, à Petrograd, et se produit ensuite au théâtre d’Arkhangelsk (1919-1923), au théâtre Krivoe zerkalo (1923-1924) et au Théâtre du jeune spectateur Alexander Briantsev (ru) à partir de 1925. En 1945, il devient acteur du Théâtre Komissarjevskaïa. Au cinéma, après un petit rôle dans L'Horizon de Lev Koulechov en 1932, il est invité à jouer le révolutionnaire Iakov Sverdlov dans La Jeunesse de Maxime (1934) et apparaît régulièrement sous les traits de son personnage pendant les deux décennies suivantes. Dans le même temps, il s'essaye à la dramaturgie. Il publie onze pièces sous le nom de plume Daniïl Del (en russe : Даниил Дэль), parmi lesquelles Équipe musicale («Музыкантская команда», 1935), La Troisième verste («Третья верста», 1937), Au Loukomorie («У Лукоморья», 1939), Le Bolchevik («Большевик», 1940), dont la plupart sont destinées au jeune public. Il signe également plusieurs scénarios.
Mort le 1er mars 1975, l'artiste est enterré au cimetière du Nord dans le district de Vyborg de Saint-Pétersbourg.

## Filmographie partielle

### Acteur
- 1932 : L'Horizon (ru) (Горизонт) de Lev Koulechov
- 1934 : La Jeunesse de Maxime de Grigori Kozintsev et Leonid Trauberg
- 1937 : Lénine en octobre de Mikhaïl Romm
- 1938 : Maxime à Vyborg de Grigori Kozintsev et Leonid Trauberg
- 1939 : Lénine en 1918 de Mikhaïl Romm
- 1940 : Sverdlov de Sergueï Ioutkevitch
- 1956 : Les Tourbillons hostiles (Вихри враждебные, Vikhri vrazhdebnye) de Mikhaïl Kalatozov
- 1958 : Andreïka (ru) (Андрейка) de Nikolaï Lebedev
- 1958 : Par les jours d’Octobre (ru) (В дни Октября, V dni oktyabrya) de Sergueï Vassiliev
- 1958 : Le Jour premier (ru) (День первый, Den pervy) de Fridrikh Ermler
- 1970 : Mon gentil papa (ru) (Мой добрый папа, Moy dobry papa) de Igor Oussov (ru)

### Scénariste
- 1932 : Contre-plan (Встречный, Vstrechny) de Fridrikh Ermler, Sergueï Ioutkevitch et Leo Arnchtam
- 1936 : Le Député de la Baltique (Deputat Baltiki) de Alexandre Zarkhi et Iossif Kheifitz
- 1955 : Don, mécènes et adorateurs (ru) (Talanty i poklonniki) de Andreï Apsolon (ru) et Boris Dmokhovski (ru)
- 1965 : Les musiciens du même régiment (ru) (Muzykanty odnogo polka) de Pavel Kadotchnikov et Guennadi Kazanski
- 1968 : Snégourotchka de Pavel Kadotchnikov
- 1968 : L'Orage sur la Belaïa (ru) (Groza nad beloy) de Evgueni Nemtchenko (ru)